# Vriesea alta
Vriesea alta är en gräsväxtart som först beskrevs av John Gilbert Baker, och fick sitt nu gällande namn av Charles Jacques Édouard Morren och Carl Christian Mez. Vriesea alta ingår i släktet Vriesea och familjen Bromeliaceae. Inga underarter finns listade i Catalogue of Life.